# Carved in Sand
Carved in Sand è considerato il terzo album in studio del gruppo musicale britannico di rock gotico The Mission, pubblicato nel 1990.

## Tracce
1. Amelia – 2:55
2. Into the Blue – 4:11
3. Butterfly on a Wheel – 5:44
4. Sea of Love – 5:23
5. Deliverance – 6:03
6. Grapes of Wrath – 4:20
7. Belief – 7:34
8. Paradise (Will Shine Like the Moon) – 3:54
9. Hungry as the Hunter – 5:14
10. Lovely – 1:59